# Grubbia
Grubbia ist die einzige Pflanzengattung der Familie der Grubbiaceae innerhalb der Ordnung der Hartriegelartigen (Cornales). Die Areale der drei Arten liegen nur in der Capensis.

## Beschreibung

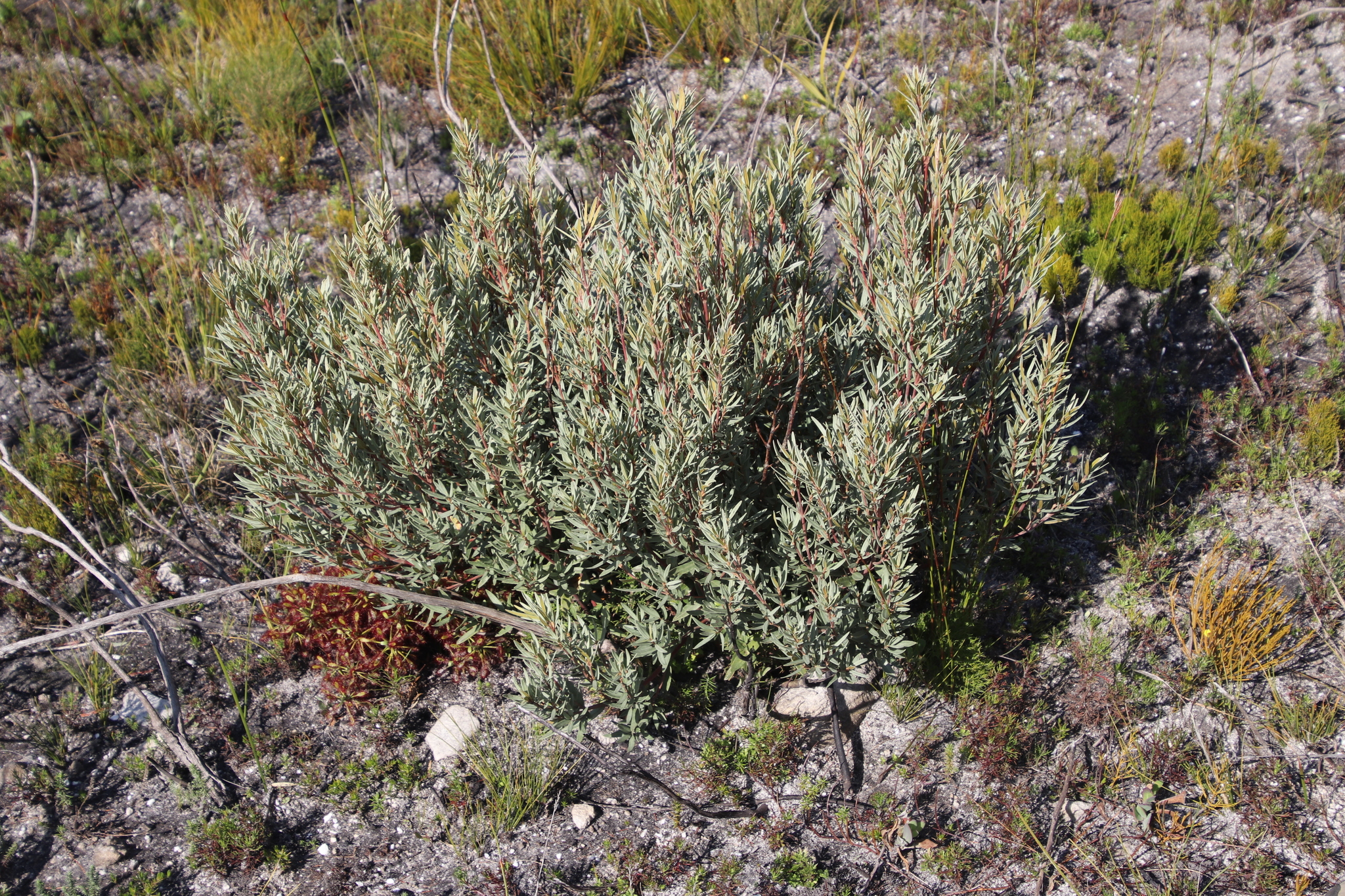
Habitus von Grubbia tomentosa im Habitat

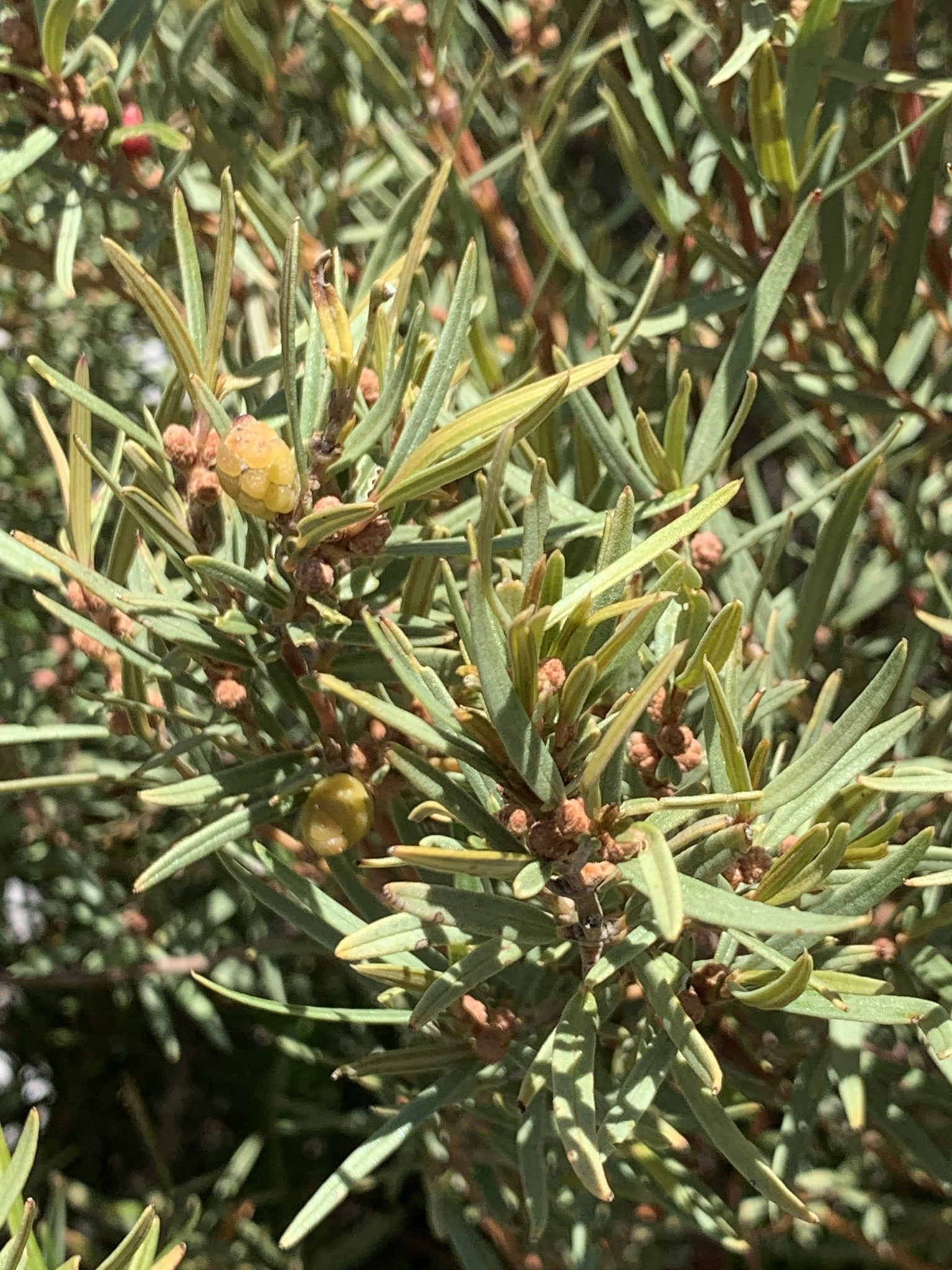
Zweige von Grubbia tomentosa mit Blättern und Blütenständen

### Vegetative Merkmale
Grubbia-Arten sind ericoide, kleine Sträucher, es sind Xerophyten.
Die gegenständigen Laubblätter sind einfach, ledrig und eingerollt. Nebenblätter fehlen.

### Generative Merkmale
In kopfigen oder zapfenförmigen Blütenständen sind viele Blüten zusammengefasst.
Die zwittrigen Blüten sind radiärsymmetrisch. Es sind nur vier Blütenhüllblätter vorhanden. Es sind acht (oder zwölf) fertile Staubblätter vorhanden. Zwei Fruchtblätter zu einem unterständigen Fruchtknoten verwachsen.
Die einsamigen Früchte sind zu einem zapfenförmigen Fruchtstand zusammengefasst.

## Systematik
Die Gattung Grubbia wurde 1767 durch Peter Jonas Bergius in Kungliga Svenska Vetenskapsakademiens Handlingar, S. 34 aufgestellt. Der botanische Gattungsname Grubbia ehrt den schwedischen Botaniker Michael Grubb (1728–1808).  Typusart ist Grubbia rosmarinifolia P.J.Bergius. Synonyme für Grubbia P.J.Bergius sind: Ophira Burm. ex L., Strobilocarpus Klotzsch. Die Familie Grubbiaceae wurde 1841 durch Stephan Ladislaus Endlicher in Carl Daniel Friedrich Meisner: Plantarum vascularium genera secundum ordines ...., 1, S. 323, 2, S. 239 aufgestellt. Die Familie Grubbiaceae Endl. ex Meisn. nom. cons. wurde früher in die Ordnung Ericales eingeordnet und gehört entsprechend APG IV zur Ordnung Cornales.
Es gibt drei Arten in der Gattung Grubbia:
- Grubbia rosmarinifolia P.J.Bergius: Es gibt drei Unterarten:[4]
  - Grubbia rosmarinifolia subsp. gracilis (T.M.Salter) Carlquist: Sie kommt im Westkap vor.[4]
  - Grubbia rosmarinifolia subsp. hirsuta (E.Mey. ex DC.) Carlquist: Sie kommt im Westkap vor.[4]
  - Grubbia rosmarinifolia subsp. rosmarinifolia: Es gibt zwei Varietäten:[4]
    - Grubbia rosmarinifolia subsp. rosmarinifolia var. pinifolia (Sond.) Carlquist: Sie kommt im Westkap vor.[4]
    - Grubbia rosmarinifolia subsp. rosmarinifolia var. rosmarinifolia: Sie kommt im West- und Ostkap vor.[4]
- Grubbia rourkei Carlquist: Diese seltene Art gedeiht auf feuchten Sandsteinhängen nur auf dem Kogelberg in größeren Höhenlagen im Westkap vor. Es sind weniger als fünf Fundorte bekannt, die alle in einem Schutzgebiet liegen.[4]
- Grubbia tomentosa (Thunb.) Harms: Sie kommt im Westkap vor.[4]

## Weiterführende Literatur
- Qiu-Yun (Jenny) Xiang, David T. Thomas, Qiao Ping Xiang: Resolving and dating the phylogeny of Cornales - Effects of taxon sampling, data partitions, and fossil calibrations. Molecular Phylogenetics and Evolution, Volume 59, Issue 1, 2011, S. 123–138. doi:10.1016/j.ympev.2011.01.016

- Karte mit allen verlinkten Seiten:
- OSM |
- WikiMap